# 浅尾雄太
浅尾 雄太（あさお ゆうた、1974年7月22日 - 2013年4月14日）は、日本のプロボクシングのマネージャーおよび同トレーナー経験者。東京都北区出身。帝拳ジムに所属していた。英語・スペイン語が堪能。

## 経歴
実父・浅尾和信（元東日本バンタム級新人王。現JBCレフェリー）の影響で幼い頃からボクシングに親しんでいた。
中学時代から実父が属していた帝拳ジムで練習し、ボクシング部の推薦で駿台学園高等学校に入学（1年先輩の齊田竜也や2年後輩の梶原龍児とは逝去まで親交深い）
高校在学中には後に世界王者となる徳山昌守との対戦経験がある。
1994年春、道都大学社会福祉学部を1年で中退し帝拳に就職。帝拳の看板選手・葛西裕一の南米武者修行に同行。
葛西、八尋史朗、西岡利晃など、これまで数多くの世界タイトルマッチでセコンドを務めた。
2008年春、プロボクシング界から離れた。
2013年4月15日、自宅の浴槽で死亡した状態で父和信により発見された。前日14日に死亡したと見られる。